# Simão Jatene
Simão Robison Oliveira Jatene GOMM (Belém, 2 de abril de 1949) mais conhecido como Simão Jatene ou simplesmente Jatene é um economista, professor universitário e político brasileiro, atualmente sem partido. Foi governador do Pará durante três mandatos, de 2003 a 2006 e de 2011 a 2018, eleito pelo Partido da Social Democracia Brasileira (PSDB). Foi, também, secretário de Planejamento do Pará e professor do curso de economia da Universidade Federal do Pará (UFPA).

## Biografia
Simão Jatene, filho de imigrante libanês, nasceu em Belém e passou sua infância e início da juventude no município de Castanhal. Voltou para a capital do Estado, para continuar seus estudos no Colégio Paes de Carvalho. Em seguida, graduou-se em economia na Universidade Federal do Pará (UFPA) e se especializou em Desenvolvimento Regional. Foi professor do Serviço Nacional de Aprendizagem Industrial - SENAI, e do Curso de Economia da UFPa, inclusive no Núcleo de Altos Estudos da Amazônia - NAEA. Concluiu o mestrado em economia na Universidade Estadual de Campinas (UNICAMP)., defendendo a dissertação Pará: Crescimento e Pobreza, a convivência perversa. Coordenou e foi coautor do livro A Meia-vida das crianças na Amazônia, produzido pelo UNICEF.
Em Belém, também dedicou-se à música, atuando como cantor e compositor. Foi crooner do conjunto de Guilherme Coutinho e contribuiu para fundação do grupo de teatro mais antigo no Pará, em 1971, o Grupo Experiência, sendo o seu primeiro diretor musical. Também atuou na peça A Pena e a Lei, de Ariano Suassuna, que representou o Brasil no I Festival Latino-americano de teatro universitário, na Colômbia. Na época, o teatro brasileiro voltava-se à temas da realidade nacional, engajado em questões políticas, como a ditadura militar.. Jatene participou de diversos festivais de música e representou o Pará no III Festival Universitário da Canção Popular da TV Tupi, no Teatro Municipal do Rio de Janeiro.

## Trajetória política
Na política, Simão Jatene exerceu o cargo de Secretário de Estado de Planejamento do Pará entre 1983 e 1984, na gestão de Jader Barbalho, e de 1995 a 1998, no governo Almir Gabriel. Foi o primeiro Secretário Geral do Ministério da Reforma Agrária. Além disso, foi um dos fundadores do Partido da Social Democracia Brasileira (PSDB) em 1988.
Em 2002, concorreu pela primeira vez a um cargo eletivo, candidatando-se como governador do estado do Pará. Apoiado pelo então governador Almir Gabriel, derrotou no segundo turno Maria do Carmo (PT) com 51,72% dos votos válidos contra 48,28% dados a ela. Governou o Pará de 2003 a 2006 tendo Valéria Pires Franco como sua vice.
Ainda no mesmo ano das eleições, antes de assumir a posse do governo, Simão Jatene teve a candidatura cassada sob a acusação de usar aviões do governo em sua campanha, além de deslocar servidores públicos para agirem como seus cabos eleitorais. Entretanto, foi inocentado pelo Tribunal Regional Eleitoral e pelo Tribunal Superior Eleitoral devido à falta de provas sobre as acusações contra o político.
Em 2004, foi admitido pelo presidente Luiz Inácio Lula da Silva ao grau de Grande-Oficial especial da Ordem do Mérito Militar.
Em 2006, Jatene não concorreu a reeleição em favor de Almir Gabriel. O então candidato, entretanto, foi derrotado pela senadora Ana Júlia Carepa (PT) na disputa. Diante da situação, Gabriel acusou Jatene de se empenhar pouco em sua campanha, fato que levou a um distanciamento entre ambos, posteriormente superado.
Nas eleições de 2010, foi lançado novamente candidato pelo PSDB, após uma disputa interna com seu ex aliado Almir Gabriel; Foi eleito, tendo como vice Helenilson Pontes (PPS) e derrotando no 2º turno a candidata a reeleição Ana Júlia Carepa (PT) com uma diferença de 383.190 votos. Jatene obteve 55,74% dos votos válidos (1.860.799 votos) e Ana Júlia 44,26% dos votos válidos (1.477.609 votos).
Já na disputa pelas Eleições estaduais no Pará em 2014, Simão Jatene construiu sua base aliada de campanha na candidatura de Aécio Neves (PSDB) e Marina Silva (Rede Sustentabilidade), que disputou o primeiro turno e foi a terceira mais votada no país, enfrentando a oposição de Helder Barbalho (PMDB), que recebeu o apoio do ex-presidente Lula e da candidata Dilma Rousseff (PT). Após perder o 1° turno por uma diferença de 50.550 votos, Jatene conseguiu reverter e foi reeleito no 2° turno com 51,92% dos votos válidos (1.858.869 votos), com o vice Zequinha Marinho, do PSC, derrotando Helder Barbalho, que obteve 48,08% (1.721.479 votos).
Jatene foi o único governador paraense a exercer três mandatos. No pleito de 2018, na disputa para governo do Estado, apoiou a candidatura do presidente da assembleia legislativa, deputado estadual Márcio Miranda (DEM), preterindo o então prefeito de Ananindeua, Manoel Pioneiro, fato que levou o PSDB a um racha, levando parte do partido a apoiar o candidato de oposição, Helder Barbalho, que viria vencer o pleito.
Em 21 de outubro de 2021, o Tribunal Superior Eleitoral confirmou a decisão do Tribunal Regional Eleitoral do Pará que condenou Jatene por abuso de poder político e econômico durante a campanha eleitoral de 2014, tornando-o inelegível até 2022.
Em 30 de novembro de 2021, Jatene anunciou sua saída do PSDB após 33 anos no partido, do qual também foi um dos fundadores. Uma das razões de sua saída se deveram à crise interna do partido, já que durante o julgamento das contas do estado durante sua terceira gestão (2015-2018), deputados do próprio PSDB votaram pela reprovação. Ademais, parte da bancada passou a compor a base de apoio do governo Helder Barbalho (MDB), o que teria desagradado o ex-governador e pessoas ligadas a ele, além de divergências relativas às plenárias para as eleições presidenciais de 2022, em que Jatene declarou apoio a Eduardo Leite.
Em 2022, anunciou filiação ao Solidariedade e chegou a anunciar uma pré-candidatura ao senado federal, porém não se concretizou por vontade própria.

## Desempenho em eleições
| Ano  | Eleição          | Cargo      | Partido                                                                                          | Partido | Coligação                                                                      | Vice                       | Votos para Jatene | Votos para Jatene | Votos para Jatene | Votos para Jatene | Votos em Belém | Resultado     | Ref |
| Ano  | Eleição          | Cargo      | Partido                                                                                          | Partido | Coligação                                                                      | Vice                       | T.                | Total             | %                 | P.                | Votos em Belém | Resultado     | Ref |
| ---- | ---------------- | ---------- | ------------------------------------------------------------------------------------------------ | ------- | ------------------------------------------------------------------------------ | -------------------------- | ----------------- | ----------------- | ----------------- | ----------------- | -------------- | ------------- | --- |
| 2002 | Estadual no Pará | Governador |                                                                                                  | PSDB    | União pelo Pará (PSDB, PFL, PPB, PSD, PV, PTdoB, PRONA, PST, PRP, PSDC e PRTB) | Valéria Pires Franco (PFL) | 1.º               | 863.780           | 34,43%            | 1.º               | 198.843        | Segudno turno |     |
| 2002 | Estadual no Pará | Governador | 2.º                                                                                              | PSDB    | União pelo Pará (PSDB, PFL, PPB, PSD, PV, PTdoB, PRONA, PST, PRP, PSDC e PRTB) | Valéria Pires Franco (PFL) | 1.291.082         | 51,72%            | 1.º               | 339.257           | Eleito         | [ 18 ]        |     |
| 2010 | Estadual no Pará | Governador | Juntos com o Povo (PSDB, PPS, DEM, PMN, PRP, PSDC e PRTB)                                        | PSDB    | Helenilson Pontes (PPS)                                                        | 1.º                        | 1.720.631         | 48,91%            | 1.º               | 367.418           | Segudno turno  | [ 19 ]        |     |
| 2010 | Estadual no Pará | Governador | Juntos com o Povo (PSDB, PPS, DEM, PMN, PRP, PSDC e PRTB)                                        | PSDB    | Helenilson Pontes (PPS)                                                        | 2.º                        | 1.860.799         | 55,74%            | 1.º               | 417.748           | Eleito         | [ 20 ]        |     |
| 2014 | Estadual no Pará | Governador | Juntos com o Povo (PSDB, PSC, PP, PSD, PSB, PRB, PTB, SD, PPS, PTdoB, PEN, PRP, PSDC, PTC e PMN) | PSDB    | Zequinha Marinho (PSC)                                                         | 1.º                        | 1.745.442         | 48,48%            | 2.º               | 404.691           | Segudno turno  | [ 21 ]        |     |
| 2014 | Estadual no Pará | Governador | Juntos com o Povo (PSDB, PSC, PP, PSD, PSB, PRB, PTB, SD, PPS, PTdoB, PEN, PRP, PSDC, PTC e PMN) | PSDB    | Zequinha Marinho (PSC)                                                         | 2.º                        | 1.858.869         | 51,92%            | 1.º               | 476.408           | Eleito         | [ 22 ]        |     |

## Controvérsias

### Caso Dinheirinho
Em 2014, o jornal Diário do Pará divulgou um áudio que revelou um suposto esquema de propina do governo de Simão Jatene, envolvendo a filha do político. Na gravação, Izabela Jatene, que era coordenadora da Fundação Pro Paz, pediu ao subsecretário de receitas da Secretaria da Fazenda, Nilo Rendeiro de Noronha, uma lista com as 300 maiores empresas paraenses para buscar um “dinheirinho deles". À época, o então deputado estadual Edmilson Rodrigues representou o caso ao Ministério Público, que instaurou inquérito civil por improbidade administrativa, ainda em andamento.

### Caso Cerpasa
Em 2015, Simão Jatene foi denunciado pelo Ministério Público (MP) pela prática dos crimes de corrupção passiva, contra a administração pública e contra a fé pública, falsidade ideológica e corrupção ativa cometidos no escândalo que ficou conhecido como 'Caso Cerpasa'. Jatene era suspeito de ter recebido R$ 16 milhões da Cervejaria Paraense S.A (Cerpasa) para despesas de campanha entre os anos de 2002 e 2003, quando ele concorria ao governo. O montante teria sido repassado em troca da promessa da aprovação de um decreto do executivo para o perdão de dívidas da empresa, caso o candidato fosse eleito. Em setembro de 2018, porém, a denúncia do MP foi rejeitada por 12 votos a 1, e o Superior Tribunal de Justiça (STJ) arquivou o processo contra Simão Jatene.

### Cassação de mandato por abuso de poder e compra de votos
Em março de 2017, o Tribunal Regional Eleitoral do Pará (PRE/PA) cassou o mandato do então governador do estado, Simão Jatene, e do vice, Zequinha Marinho (PSC), por abuso de poder político e econômico nas eleições de 2014. A decisão do TRE acolheu as denúncias feitas pelo Ministério Público Eleitoral (MPE), que ajuizou ação ainda em dezembro de 2014, após a reeleição de Jatene ao governo do estado. Para os magistrados do TRE, a chapa de Simão Jatene cometeu abuso de poder político e compra de votos na distribuição do 'Cheque Moradia' nos meses que antecederam a votação estadual, que triplicou de valor durante o período eleitoral. Como consequência, Jatene tornou-se inelegível até 2022.

### Suposto esquema de desvio de dinheiro
Em 2019, a Auditoria Geral do Estado (AGE) recomendou ao Ministério Público do Pará (MPPA) e à Polícia Civil a prisão preventiva do ex-governador Simão Jatene e de ex-secretários estaduais de obras por terem formado um suposto esquema de desvio de dinheiro do programa 'Asfalto na Cidade'. A prisão dos envolvidos seria para inibir a possível destruição de provas que pudessem ser levantadas na investigação preliminar aberta pela AGE. Em defesa, o político lamentou a falta de isenção e transparência do órgão público. O pedido da Auditoria não foi executado e a investigação segue em andamento.

### Rejeição das contas pela ALEPA e inelegibilidade
Em 1 de setembro de 2020, Simão Jatene teve as contas do seu último ano de governo, 2018, rejeitadas pelos deputados da Assembleia Legislativa do Pará (ALEPA), com base em sete irregularidades apontadas pelo Tribunal de Contas do Estado (TCE). Entre elas, constavam a contrariedade à Lei de diretrizes orçamentárias (LDO) que culminou no aumento do endividamento do estado, a falta de contingenciamento das despesas diante do quadro deficitário, o uso dos superávits financeiros acumulados em exercícios anteriores e o reajuste específico aos servidores do Poder Executivo em ano eleitoral. Com a decisão, Jatene foi declarado inelegível pelo TRE, por oito anos.